# 彼得罗维奇
彼得罗维奇（俄语：Петровичи）位于莫斯科西南400公里、距离俄白边境16公里，是斯摩棱斯克州舒米亚奇区的一个小村庄。
彼得罗维奇是艾萨克·阿西莫夫的出生地。

## 历史
十月革命以前，彼得罗维奇属于俄罗斯帝国莫吉廖夫的克利莫维奇，历史上是白俄罗斯的领土。它的人口一半是犹太人、一半是白俄罗斯人。
在苏联时期，彼得罗维奇主要属于俄罗斯苏维埃联邦社会主义共和国的戈梅利，然后又划归斯摩棱斯克州，人口也大幅减少。